# Alison Cerutti
Alison Conte Cerutti (Vitória, 7 dicembre 1985) è un giocatore di beach volley brasiliano.

## Biografia
Ha debuttato nel circuito professionistico internazionale il 27 settembre 2006 a Vitória, in Brasile, in coppia con Harley Marques uscendo nei preliminari del torneo e senza aver quindi ottenuto una posizione in classifica. Il 1º novembre 2008 ha ottenuto la sua prima vittoria nel World tour a Manama, nel Bahrein, insieme a Pedro Cunha. Nel massimo circuito FIVB ha trionfato per 9 volte con 3 partner differenti e nel 2011 ha concluso la classifica finale in prima posizione.
Ha disputato l'edizione dei Giochi olimpici di Londra 2012, occasione in cui ha conquistato la medaglia d'argento con Emanuel Rego.
Ha partecipato a tre edizioni dei campionati mondiali, arrivando in finale in due occasioni: a Stavanger 2009 ha colto l'argento con Harley Marques ed a Roma 2011 ha vinto l'oro in coppia con Emanuel Rego.
Ha vinto inoltre la medaglia d'oro ai Giochi panamericani di Guadalajara 2011, insieme a Emanuel Rego.

## Palmarès

### Giochi olimpici
- 1 oro: a Rio de Janeiro 2016
- 1 argento: a Londra 2012

### Campionati mondiali
- 2 oro: a Roma 2011 e Paesi Bassi 2015
- 1 argento: a Stavanger 2009

### Giochi panamericani
- 1 oro: a Guadalajara 2011

### Coppa del Mondo
- 1 oro: a Campinas 2013

### World tour
- Vincitore per una volta della classifica generale, nel 2011.
- 28 podi: 9 primi posti, 9 secondi posti e 10 terzi posti

### World tour - vittorie
| Data             | Località  | Nazione   | in coppia con  |
| ---------------- | --------- | --------- | -------------- |
| 1º novembre 2008 | Manama    | Bahrein   | Pedro Cunha    |
| 3 maggio 2009    | Shanghai  | Cina      | Harley Marques |
| 31 maggio 2009   | Mysłowice | Polonia   | Harley Marques |
| 22 maggio 2011   | Praga     | Rep. Ceca | Emanuel Rego   |
| 11 giugno 2011   | Pechino   | Cina      | Emanuel Rego   |
| 10 luglio 2011   | Gstaad    | Svizzera  | Emanuel Rego   |
| 17 luglio 2011   | Mosca     | Russia    | Emanuel Rego   |
| 12 giugno 2012   | Mosca     | Russia    | Emanuel Rego   |
| 14 luglio 2012   | Berlino   | Germania  | Emanuel Rego   |

### World tour - trofei individuali
- 1 volta miglior giocatore in attacco: nel 2011
- 2 volte miglior schiacciatore: nel 2011 e nel 2012
- 1 volta miglior giocatore a muro: nel 2011
- 1 volta giocatore più migliorato: nel 2009